# Bockscar

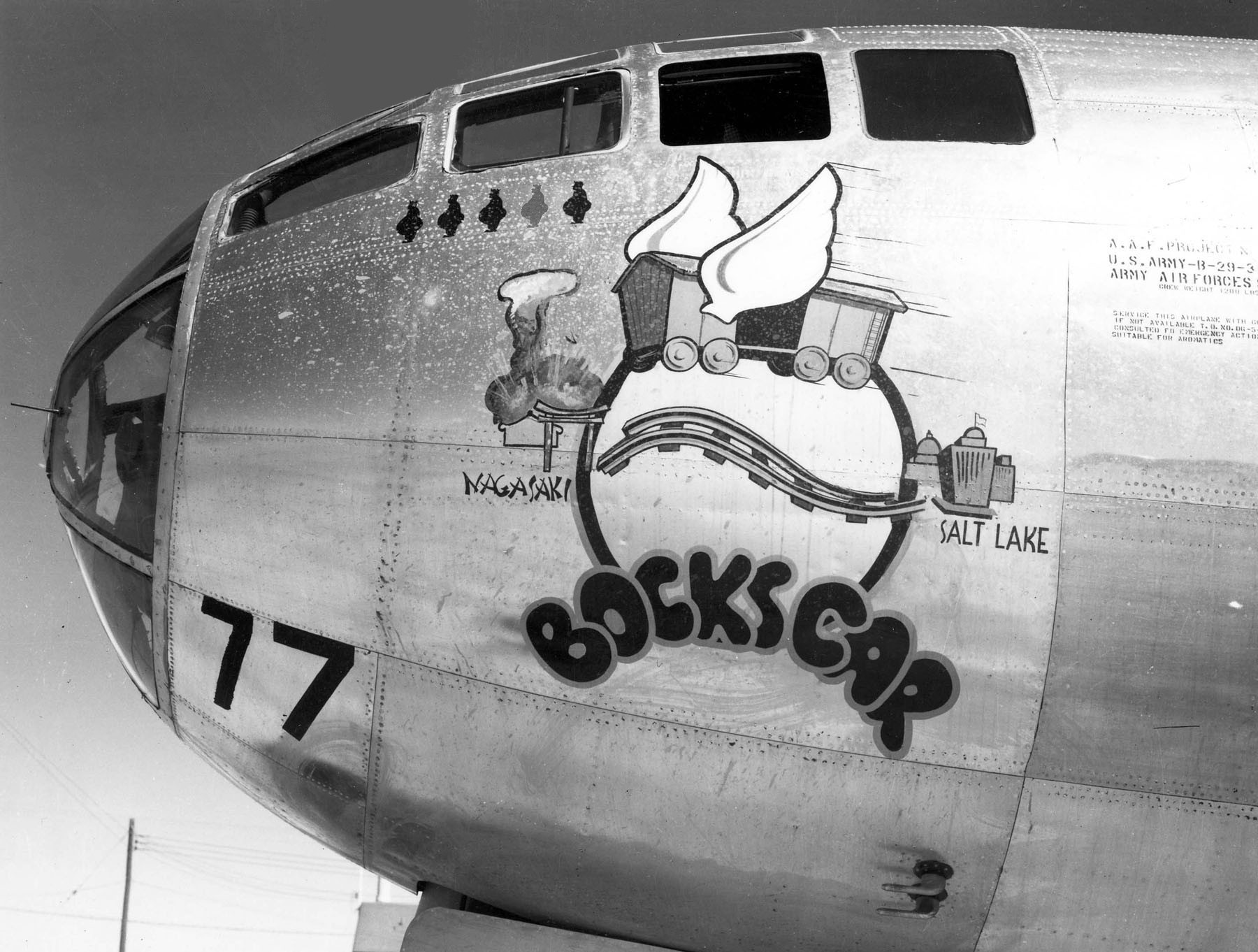
Bockscar efter dess fullbordade uppdrag mot Nagasaki.

Bockscar (ibland även Bock's Car eller Bocks Car; serienummer 44-27297), var namnet på det amerikanska B-29 Superfortress-bombplan som fällde den andra atombomben som någonsin använts i krig, mot Nagasaki i Japan den 9 augusti 1945. Denna atombomb gick under namnet "Fat Man".  Vid detta uppdrag bemannades Bockscar av besättningen från "The Great Artiste" och leddes av major Charles Sweeney. 
Staden Kokura, som var det egentliga målet, hade blivit skymd av moln och major Sweeney hade order att fälla bomben visuellt. Han bestämde därför att gå vidare till deras sekundära mål - Nagasaki. Eftersom de höll på att bli utan bränsle och eftersom Sweeney inte ville fälla bomben i det östkinesiska havet så beslöt han att utföra bombningen med hjälp av radar. Under inflygningen öppnades dock molntäcket tillräckligt för att bombfällaren skulle kunna identifiera och bekräfta att staden Nagasaki låg under dem. Bomben fälldes och nollpunkten (ground zero) hamnade 1,2 km från det planerade målet. Detta resulterade i att största delen av explosionens verkan absorberades av Ukramidalen och detta resulterade i sin tur i lägre förluster än vad som annars skulle ha blivit fallet. 
Den mera kända B-29:an Enola Gay föregick Bockscar i rollen som atombombsfällare över Japan.  Detta visade att de amerikanska styrkorna både hade vilja och förmåga att upprepa denna typ av förlamande luftanfall efter förstörelsen av Hiroshima.
Många anser att atombombningarna av Hiroshima och Nagasaki var den främsta orsaken till Japans kapitulation, vilket i sin tur innebar slutet på det andra världskriget.
Detta historiska flygplan har ibland kallats "Bocks Car" eller "Bock's Car". Namnet som var påmålat flygplanet efter uppdraget har ingen apostrof och verkar ha ett smalt mellanrum efter S:et. Flygplanet var namngivet efter piloten i dess reguljära besättning Frederick C. Bock.
Ordet "box car" är annars ett vedertaget begrepp på amerikanska täckta godsvagnar, de som vi kallar för "godsfinkor". Även större bombplan benämndes som "box car" varför "Bockscar" här är en ordlek på smeknamnet och pilotens namn.
Flygplanet tillverkades av Glenn L. Martin Company vid deras fabrik i Omaha i Nebraska på licens från The Boeing Company.
Bockscar står utställd vid National Museum of the United States Air Force i Dayton, Ohio.

## Den reguljära besättningen
Följande besättning bemannade "The Great Artiste" som slog följe med Bockscar på "Fat Man"-uppdraget
- Capt. Fred C. Bock, pilot
- Lt. Hugh C. Ferguson, andrepilot
- Lt. Leonard A. Godfrey, navigatör
- Lt. Charles Levy, bombfällare
- Master Sgt. Roderick F. Arnold, flygmekaniker
- Sgt. Ralph D. Belanger, assisterande flygmekaniker
- Sgt. Ralph D. Curry, radiooperatör
- Sgt. William C. Barney, radaroperatör
- Sgt. Robert J. Stock, akterskytt

## "Fat Man"-uppdragets besättning
- Maj. Charles Sweeney, pilot
- Capt. James Van Pelt, navigatör
- Capt. Raymond "Kermit" Beahan, bombfällare
- 1st. Lt. Charles "Don" Albury, andrepilot
- 2nd Lt. Fred Olivi, andrepilot
- Cpl Abe Spitzer, radiooperatör
- Master Sgt. John D. Kuharek, flygmaskinist
- Staff Sgt Ray Gallagher, skytt, assisterande flygmaskinist
- Staff Sgt Edward Buckley, radaroperatör
- Sgt. Albert Dehart, akterskytt

Följande personal från den amerikanska flottan var även med
- Cmdr. Frederick L. Ashworth, vapenofficer;
- Lt. Philip Barnes, hjälpvapenofficer;
- Lt. Jacob Beser, radiomotmedel; (den ende man som flög båda atombombsuppdragen)